# Fritz Mollwitz
Fritz Mollwitz (bürgerlich Frederick August Mollwitz; * 16. Juni 1890 in Coburg; † 3. Oktober 1967 in Bradenton) war ein deutscher Baseballspieler in den USA.
Er spielte die Position des First Baseman. Mollwitz wurde 1913 von den Chicago Cubs gedraftet. Zuvor spielte er in der Amateurliga für die Wisconsin-Illinois League. Nach sechs Jahren war seine professionelle Karriere im US-Baseball beendet.
Er liegt in Brookfield, Wisconsin, begraben.